# Paracles tolimensis
Paracles tolimensis là một loài bướm đêm thuộc phân họ Arctiinae, họ Erebidae.